# Jargeau
Jargeau é uma comuna francesa na região administrativa do Centro, no departamento Loiret. Estende-se por uma área de 14,65 km². Em 2010 a comuna tinha 4 655 habitantes (densidade: 317,7 hab./km²).